# Есеј (рагби 13)
Есеј је један од четири начина поентирања у рагбију 13 и вреди 4 поена.
Вредновање есеја се мењало кроз историју рагбија 13. Од настанка ове полетне игре, у северним грофовијама Енглеске све до 1983. есеј је вредео 3 поена Од 1893. до данас есеј вреди 4 поена.
Есеј постиже рагбиста, тако што контролисано спушта рагби лопту у противнички есеј простор, дакле не сме да му испадне лопта. Јајаста лопта треба бити спуштена на противничку гол линију, или у есеј простор између гол линије и линије мртве лопте.

## Видео снимци
10 најлепших есеја у новијој историји клупског рагбија 13.
[]